# Orbitoclypeus
Orbitoclypeus es un género de foraminífero bentónico de la familia Discocyclinidae, de la superfamilia Nummulitoidea, del suborden Rotaliina y del orden Rotaliida. Su especie tipo es Orbitoclypeus himerensis. Su rango cronoestratigráfico abarca desde el Thanetiense (Paleoceno superior) el Priaboniense (Eoceno superior).

## Clasificación
Se han descrito numerosas especies de Orbitoclypeus. Entre las especies más interesantes o más conocidas destacan:
- Orbitoclypeus himerensis

Un listado completo de las especies descritas en el género Orbitoclypeus puede verse en el siguiente anexo.